# Conure de Hoffmann
Pyrrhura hoffmanni
Espèce
Statut de conservation UICN

 LC  : Préoccupation mineure
Statut CITES
La Conure de Hoffmann (Pyrrhura hoffmanni) est une espèce d'oiseau de la famille des Psittacidae.
Le nom scientifique et le nom normalisé français rendent hommage au naturaliste allemand Karl Hoffmann.

## Description
Cette espèce est voisine de la Conure de Souancé. Elle s'en distingue par les écailles jaunes et vertes couvrant la tête, le cou, la poitrine et une partie du ventre alliées à l'absence de plastron sur le bas de la poitrine et le ventre. Elle présente une marque rouge en arrière de chaque oreille. Les rémiges sont bleuâtres. Elle mesure environ 24 cm.

## Liste des sous-espèces
- P. h. hoffmanni (Cabanis, 1861) — Costa Rica
- P. h. gaudens Bangs, 1906 — Panama